# Bourke B. Hickenlooper
Bourke Blakemore Hickenlooper (Blockton, Iowa, 21 de julio de 1896- 4 de septiembre de 1971) fue un político estadounidense, miembro del Partido Republicano. Fue el senador por el estado de Iowa desde 1945 hasta 1969. Fue además 29.º gobernador de Iowa desde 1943 hasta 1945.